# Erepublik
Erepublik är ett MMOG som spelas av mer än 210 000 spelare världen över. Spelet är tillgängligt via Internet gratis efter registrering. Spelet skall simulera den verkliga världen och är således representerat av ett stort antal länder som alla spelar på samma server.

## Historia
Den 18 maj 2007 startade testerna av eRepublik. Testperioden fortsatte till 4 juli samma år. Man hade då fått ihop 100 testpersoner och testperioden slutade. 15 oktober 2007 gick Alexis Bonté, en av skaparna bakom eRepublik, för första gången ut offentligt med spelet i en tv-intervju. Den 20 november satte en betaversion igång, den här gången för alla. Dagen efter hade 200 personer från världens alla hörn registrerat sig. Efter 8 dagar, den 28 november nådde man 1 000 medlemmar.

### V1
Den 12 oktober 2008 stängdes betaversionen ner. Den 14 oktober 2008 släpptes den nuvarande versionen - version 1.

## Politik

### Val
Alla länder har en president som väljes den 5:e varje månad. Alla partier har rätt att ställa upp med en kandidat, men enbart en blir president. 
Den 15:e varje månad väljer man partiledare och då är det de olika partierna som var för sig röstar fram en partiledare.

### Kongress
Den 25:e varje månad är det kongressval. Kongressen kan närmast liknas vid Sveriges riksdag, där man har rätt att besluta i vissa frågor. Dessa kongressmedlemmar väljes regionvis. Alla länder är uppdelade i ett antal regioner och var och en av dessa regioner har 3 kongressmedlemmar att rösta fram. I varje land finns det 40 kongressplatser. 
Finns det inte så många regioner att varje regions framröstade kongressmedlemmar räcker till, väljes Wildcard ut. Wildcarden är de som sammanlagt av alla regioner har fått mest röster, och det blir så många Wildcards som det fattas kongressmedlemmar.

### Politisk historia Sverige
I november 2007 skapades det första partiet i Sverige, det så kallade Samlokaliseringspartiet (SP) och partiledaren var Landie, som även blev president över landet. Inom en kort tid skapades en rad partier som MSAP (Militantsocialistiska arbetarepartiet), DNS (Democrats of New Sweden), AKT!VA och några fler. I december 2007 skapades partiet FBS (Flashback Sweden) som sedan dess har haft presidentposten inom partiet varje val.
För närvarande finns det 2 dominerande partier, där FBS (Flashback Sweden är störst), tätt följt av Nationalgardet. 
FBS
Flashback Sweden är det största partiet i eSverige och har näst intill alltid varit det största. Dock har partiet på senare tid haft svårt att prestera i presidentval och allmänt politiskt på grund av dålig organisation. FBS anser sig inte befinna sig på den politiska skalan utan gör "Vad som är bäst för eSverige givet tillfället", men är ofta kända för att hålla sig på högerkanten.
Nationalgardet
Nationalgardet är ett Liberalt Center-höger parti som idag är näst största partiet. 
FHD
Folkhemsdemokraterna har länge varit en av de största partierna och är för tillfället det näst största. För närvarande jobbar FHD mycket med propaganda via sin tidning och inom riksdagen. FHD fick en nystart runt september 2010 då Julius Mann återupplivade partiet och lyckades rekrytera över 80 medlemmar på kort tid. Folkhemsdemokraterna positionerar sig som Center-Left på den politiska skalan och har anammat socialdemokratisk politik från 1920-1950-talet. 
Partiet
Partiet är det partiet som har på senaste tiden presterat mest i Presidentvalen och styrt eSverige under en längre tid, trots sjunkande medlemsantal och aktivitet. Partiet hette förut Liberala Vikingar men bytte namn för att byta politisk linje samt tvätta bort en oseriös stämpel på partiet. Numera är Partiet det tredje största partiet inom eSverige och positionerar sig som högerorienterade på den politiska skalan, mycket likt FBS men något mer radikalare.
MSAP
Militantsocialistiska Arbetarpartiet var länge ett av de största partierna men har på sista tiden tappat otroligt många medlemmar och är ständigt i en kamp om att vara ett av de 5 största partierna. Som det antyds på namnet så kämpar MSAP för arbetarnas rättigheter och den socialistiska revolutionen. Tyvärr har MSAP varit kända för "mycket snack och lite verkstad". Men samtidigt är det MSAP som är ett av de mest kända partierna inom Median och ett parti som ofta skapar hetsiga debatter och diskussioner. MSAP positionerar sig som den yttersta vänstern på den politiska skalan.
NBD
NBD, Nybörjardemokraterna, är ett nytt parti som med raketfart har fått nya medlemmar. NBD:s politik inriktar sig på nybörjare och deras väl, på grund av att det är många som slutar med spelet eftersom de inte får tillräckligt med uppmärksamhet och hjälp. NBD försöker ha personlig kontakt med nybörjare och dessutom ge dem "stödpaket" som innehåller mat och pengar.

## Ekonomi

### Arbeta
När man börjar spela eRepublik börjar man som en arbetare. Ens arbetsförmåga mäts i något som kallas "skill" som översätts till nivå, eller förmåga. Varje dag man arbetar höjer man sin "skill", och ju högre ens "skill" är desto högre lön kan man kräva. Ju högre ens "skill" är, desto mer producerar man åt företaget där man är anställd. Ens arbetslust mäts i något som kallas "wellness" som betyder välbefinnande. Ju högre "wellness" man har desto mer producerar man. Den ultimata anställda har alltså hög "skill" och hög "wellness".

### Äga företag
Som företagsägare kan du anställa nya arbetare och sälja produkterna som arbetarna producerat.

### Typer av företag
| Förädling (Manufacturing)       | Förädling (Manufacturing) |
| Industri                        | Behöver råvara            |
| ------------------------------- | ------------------------- |
| Mat (Food)                      | Vete (Grain)              |
| Flyttbiljetter (Moving Tickets) | Olja (Oil)                |
| Vapen (Weapons)                 | Järn (Iron)               |
| Råvaror (Raw Materials)         |                           |
| Industri                        |                           |
| Sten (Stone)                    |                           |
| Vete (Grain)                    |                           |
| Diamanter (Diamonds)            |                           |
| Olja (Oil)                      |                           |
| Järn (Iron)                     |                           |
| Konstruktion (Construction)     |                           |
| Industri                        | Behöver råvara            |
| Hus (House)                     | Sten (Stone)              |
| Sjukhus (Hospital)              | Sten (Stone)              |
| Försvarssystem (Defence System) | Sten (Stone)              |

## API
eRepublik håller på att utveckla ett API som erbjuder spelarna möjlighet att skapa externa applikationer som kan läsa data från spelet via XML-filer Man ska även kunna debitera eller kreditera konton med spelvalutan Guld. På så sätt kan användare starta upp egna applikationer som till exempel aktiemarknader.